# Бертон-апон-Трент
Бе́ртон-апон-Трент (англ. Burton upon Trent) — город в Великобритании в центральной Англии, на крайнем востоке графства Стаффордшир, на реке Трент. Административный центр округа Ист-Стаффордшир.
Численность населения города составляет 77 536 человек (2019 год). В Бертонском колледже обучается 13 тысяч студентов из города и окрестностей. Мировую известность получило в XIX веке бертонское пиво.

## История
Бертон возник в средние века как поселение вокруг Бертонского аббатства (монастырь Святой Модвенны). В XIV—XV столетиях, после постройки большого моста через Трент, Бертон превратился в рыночный город.
Экономика Бертона на протяжении столетий была основана на пивоваренном производстве. Бертон считается родиной пейл-эля. Начиная с XVIII века бертонское пиво отправлялось в дубовых бочках в разные концы Британии и в Российскую империю. После присоединения России к континентальной блокаде пивовары стали экспортировать свою продукцию в колонии.

### Население[3]
Динамика численности населения по годам:
| 2001   | 2011   | 2019   |
| ------ | ------ | ------ |
| 65 770 | 72 999 | 77 536 |

| Этнический состав | Этнический состав | Этнический состав | Этнический состав | Этнический состав |
| ----------------- | ----------------- | ----------------- | ----------------- | ----------------- |
| белые             |                   |                   | 80,39 %           |                   |
| азиаты            |                   |                   | 9,58 %            |                   |
| чёрные            |                   |                   | 1,17 %            |                   |
| арабы             |                   |                   | 0,08 %            |                   |
| цветные           |                   |                   | 1,71 %            |                   |
| другие            |                   |                   | 0,32 %            |                   |

| Конфессиональный состав | Конфессиональный состав | Конфессиональный состав | Конфессиональный состав | Конфессиональный состав |
|                         |                         |                         | Процент                 |                         |
| ----------------------- | ----------------------- | ----------------------- | ----------------------- | ----------------------- |
| христиане               |                         |                         | 55 %                    |                         |
| ислам                   |                         |                         | 8,44 %                  |                         |
| индуизм                 |                         |                         | 0,35 %                  |                         |
| сикхизм                 |                         |                         | 0,39 %                  |                         |
| иудаизм                 |                         |                         | 0,04 %                  |                         |
| буддизм                 |                         |                         | 0,24 %                  |                         |
| др.религии              |                         |                         | 0,31 %                  |                         |
| атеисты                 |                         |                         | 22,42 %                 |                         |

## Пивоварни
В лучшие годы до четверти всего пива, потреблявшегося в Англии, производилось в Бертоне. В 1880 году в городе работало 30 пивоварен, в 1980 году из них сохранилось только три. Знаменитая пивоварня Басса обращена в музей пива. На одном из пивзаводов производится также Marmite — особая пряная пищевая паста из пивных дрожжей.

## Спорт
В Бертоне открылся 9 октября 2012 года спортивный комплекс «Сент Джордж Парк» (St George’s Park). Этот современный футбольный комплекс, строительство которого обошлось в 105 миллионов фунтов, станет тренировочной базой для всех английских сборных по футболу. «Сент Джордж Парк» является одной из самых современных футбольных баз в мире и обладает 11 полями, пять из которых освещаются прожекторами и имеют подогрев газона. Имеется и одно крытое поле с мини-трибуной на 200 зрителей.

## Города-побратимы
- Линген (Германия)
- Белява (Польша)
- Блантайр (Малави)
- Элькхарт (США)
- Рошфор (Франция)
- Тойсеркан (Иран)